# 北河内メディカルネットワーク
地域医療連携推進法人北河内メディカルネットワーク（きたかわちメディカルネットワーク）とは、日本の大阪府周辺に所在する医療機関によって構成されている地域医療連携推進法人。
事務局所在地：大阪府枚方市新町2-5-1 学校法人関西医科大学内

## 概要
北河内二次医療圏（枚方市、守口市、寝屋川市、大東市、門真市、四條畷市、交野市）の12の法人・個人が参加し、2018年11月に設立、2019年6月大阪府から地域医療連携推進法人の認定を受けた。

## 理念
地域医療連携推進法人北河内メディカルネットワークは、施設間の垣根を越えた医療連携推進業務により、大阪府北河内医療圏における医療機関の機能分担と相互連携を推進する。また、地域住民に安心・安全かつ質の高い医療・介護サービスを提供し、北河内圏域における地域包括ケアシステムの構築に寄与する。

## 運営方針
- 参加病院等及び参加介護施設等において、将来を見据えた医療需要に対応できるよう業務連携を進める。
- 医療・介護をめぐる厳しい経営環境や少子高齢化問題に柔軟に対応するために、参加病院等及び参加介護施設等の経営の安定化と効率化を追求し、サービスの信頼性向上に取り組む。
- 参加病院等及び参加介護施設等の情報共有と相互連携を推進し、地域住民が住み慣れた地域で、切れ目なく適切な医療・介護サービスを利用できる連携モデルを構築する。

## 役員
代表理事
- 山下敏夫（学校法人関西医科大学理事長）

理事
- 小林卓（社会医療法人山弘会理事長）
- 板垣通孝（医療法人河北会理事長）
- 吉田和正（医療法人毅峰会副理事長）
- 津田信幸（医療法人和敬会寝屋川南病院病院長）

監事
- 宮﨑悦子（医療法人道仁会理事長）
- 亀廣摩弥（医療法人亀廣記念医学会理事長）

## 社員（参加医療機関等）
- 社会医療法人山弘会（上山病院）
- 医療法人河北会（河北病院）
- 学校法人関西医科大学（関西医科大学附属病院、関西医科大学総合医療センター、関西医科大学香里病院、関西医科大学くずは病院）
- 医療法人亀廣記念医学会（関西記念病院）
- 医療法人社団有恵会（香里ヶ丘有恵会病院）
- 医療法人中屋覚志会（津田病院）
- 医療法人清水会（鶴見緑地病院）
- 医療法人道仁会（道仁病院）
- 医療法人和敬会（寝屋川南病院）
- 医療法人りんどう会（向山病院）
- 医療法人毅峰会（吉田病院、青樹会病院）
- 小西由香里（松島病院）